# هفهاف بن مهند راسبی
هفهاف بن مُهَنَّد راسبی از قبیله أزد و از یاران حسین بن علی بود که در روز عاشورا در کربلا کشته شد.

## زندگی
وی از یاران علی بن ابی طالب بود و در جنگ صفین از طرف علی بن ابی طالب بر ازدیان بصره گمارده شده بود. وی از یاران حسن بن علی بوده‌است. پس از کشته شدن حسن بن علی ساکن بصره شد.

## در جریان واقعه عاشورا
وی وقتی شنید حسین بن علی از مکه عازم کوفه شده‌است؛ در شرایط خفقان حاکم بر محیط بصره از بصره بیرون آمد و عازم کربلا شد و عصر عاشورا به کربلا رسید.

## درگذشت
وی هنگامی به کربلا رسید که جنگ پایان یافته بود و لشکریان عمر سعد به غارت خیمه‌ها دست زده بودند. وی در چنین شرایطی به دفاع از خیام حسین بن علی برخاست. پس از کشتن نفراتی از دشمن محاصره شد و اسبش از پای درآمد. وی پیاده به جنگ پرداخت تا اینکه بر اثر کثرت جراحات در نزدیکی گودال قتلگاه کشته شد. وی در روز عاشورا در جنگ کشته شد. علی بن الحسین شجاعت هفهاف در روز عاشورا را ستوده است.